# 江之島

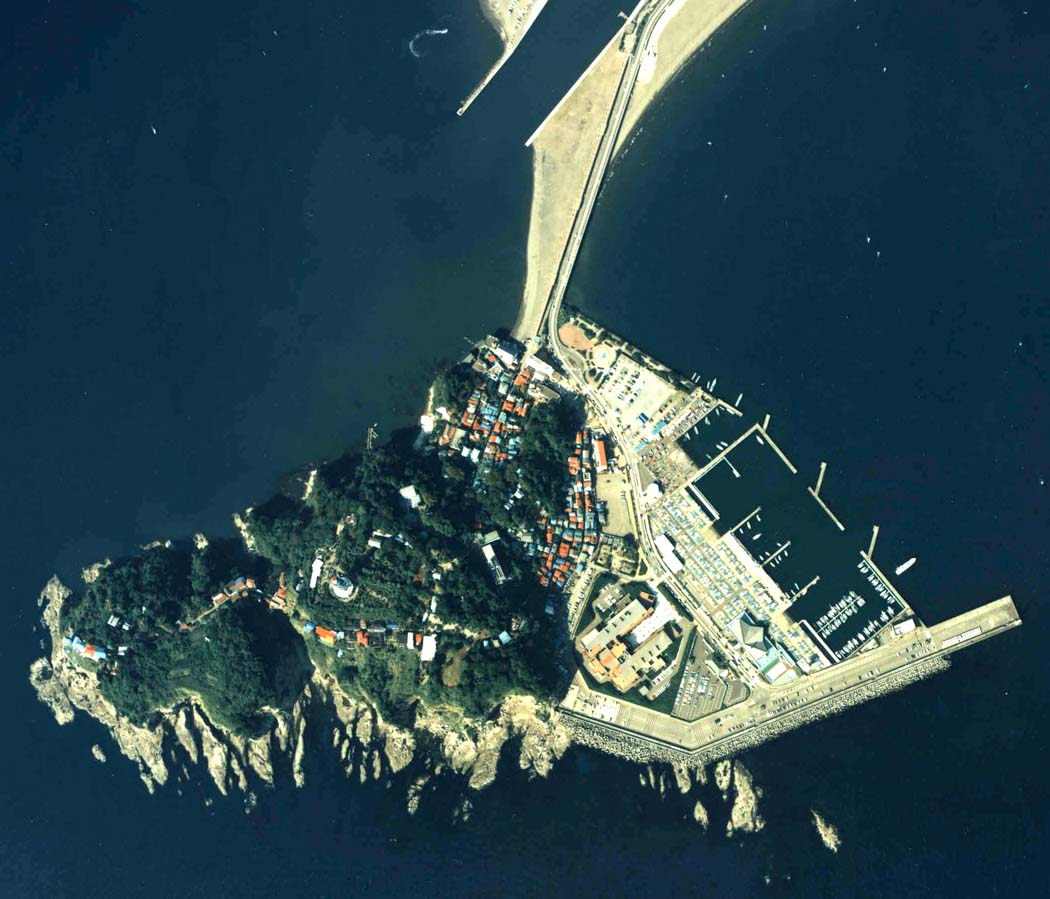
全島空拍圖。現在砂嘴稍微往照片右（東）側移動。

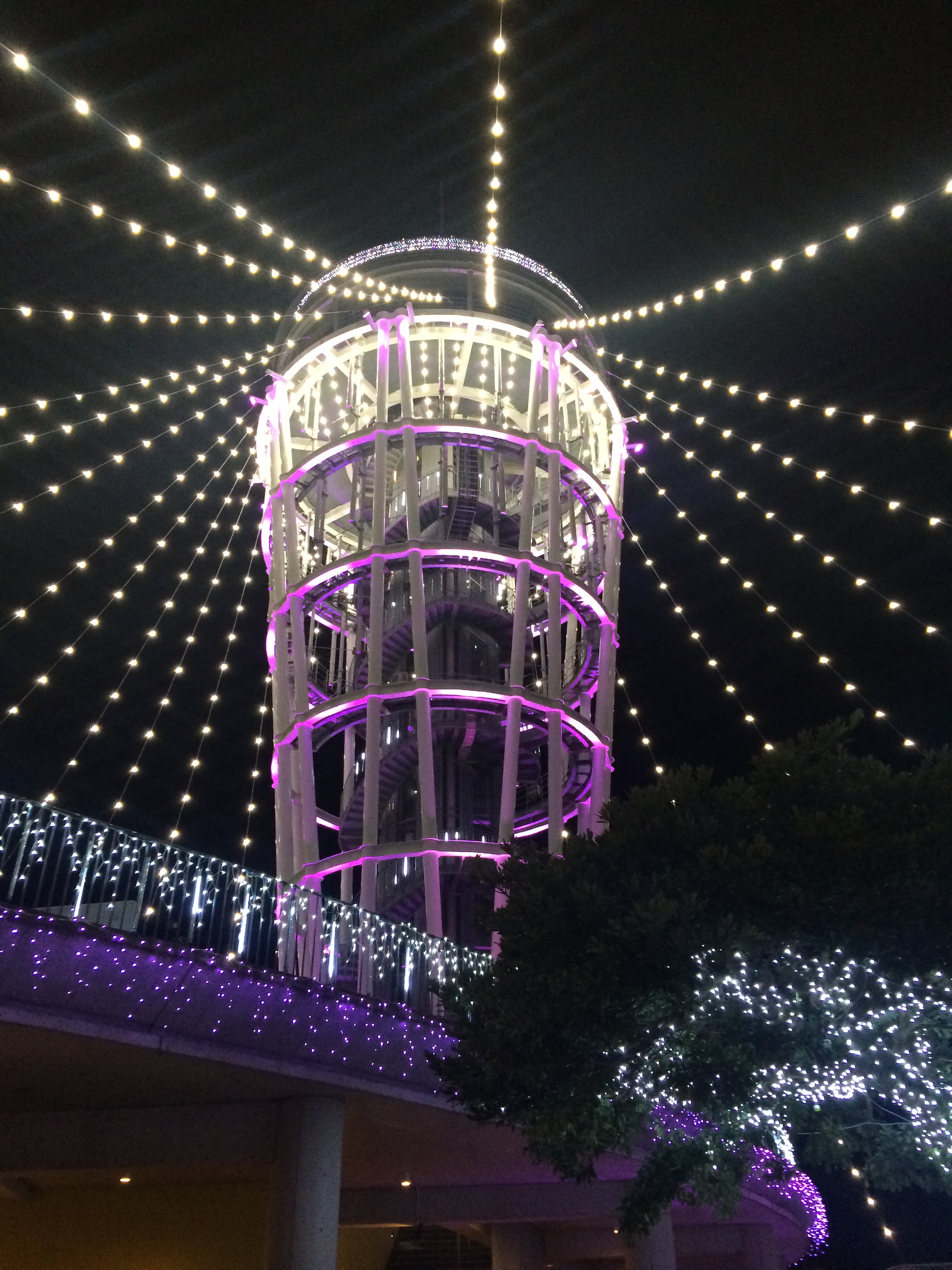
江之島灯台

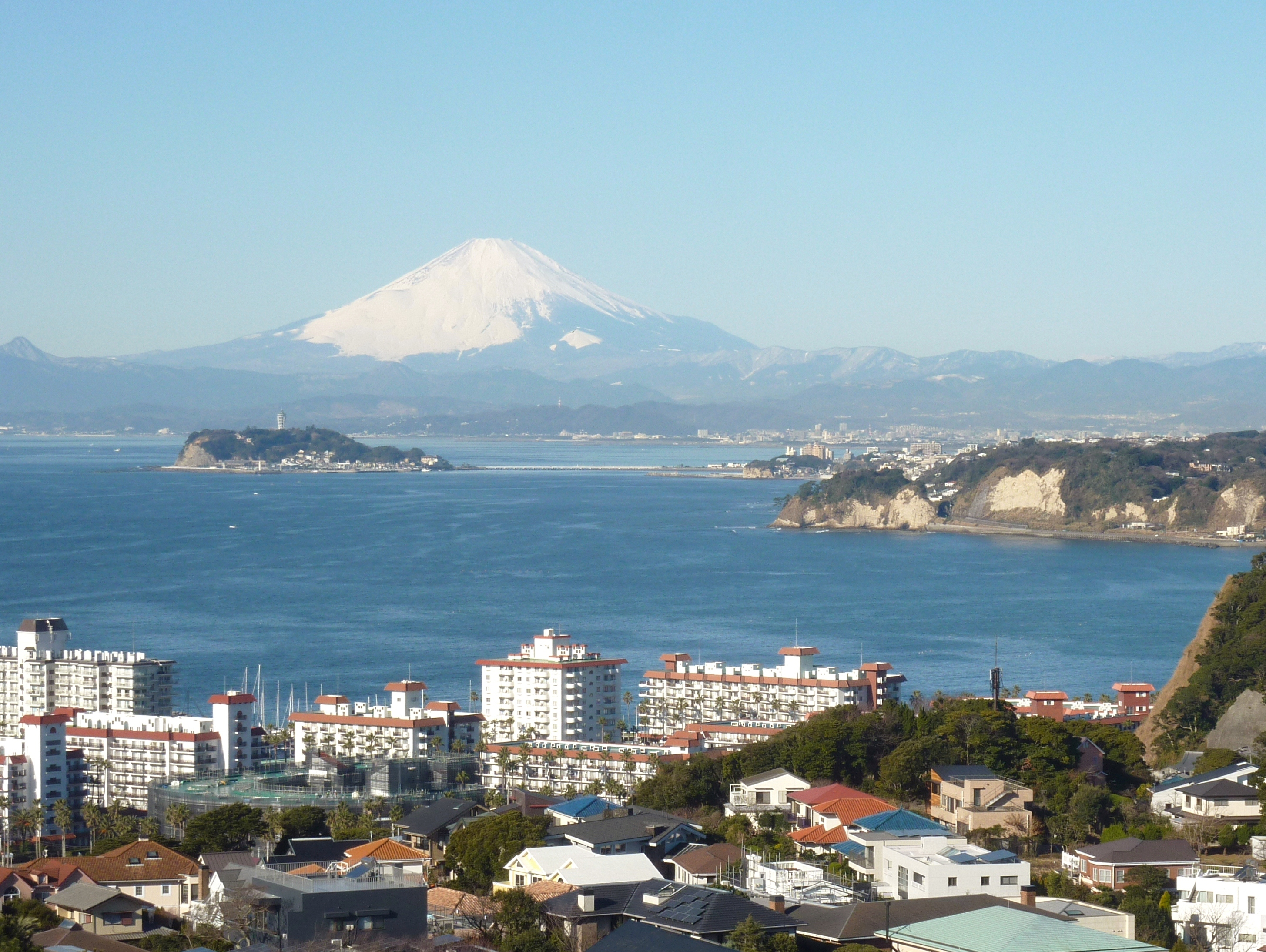
從神奈川縣逗子市之披露山公園遠眺富士山及江之島

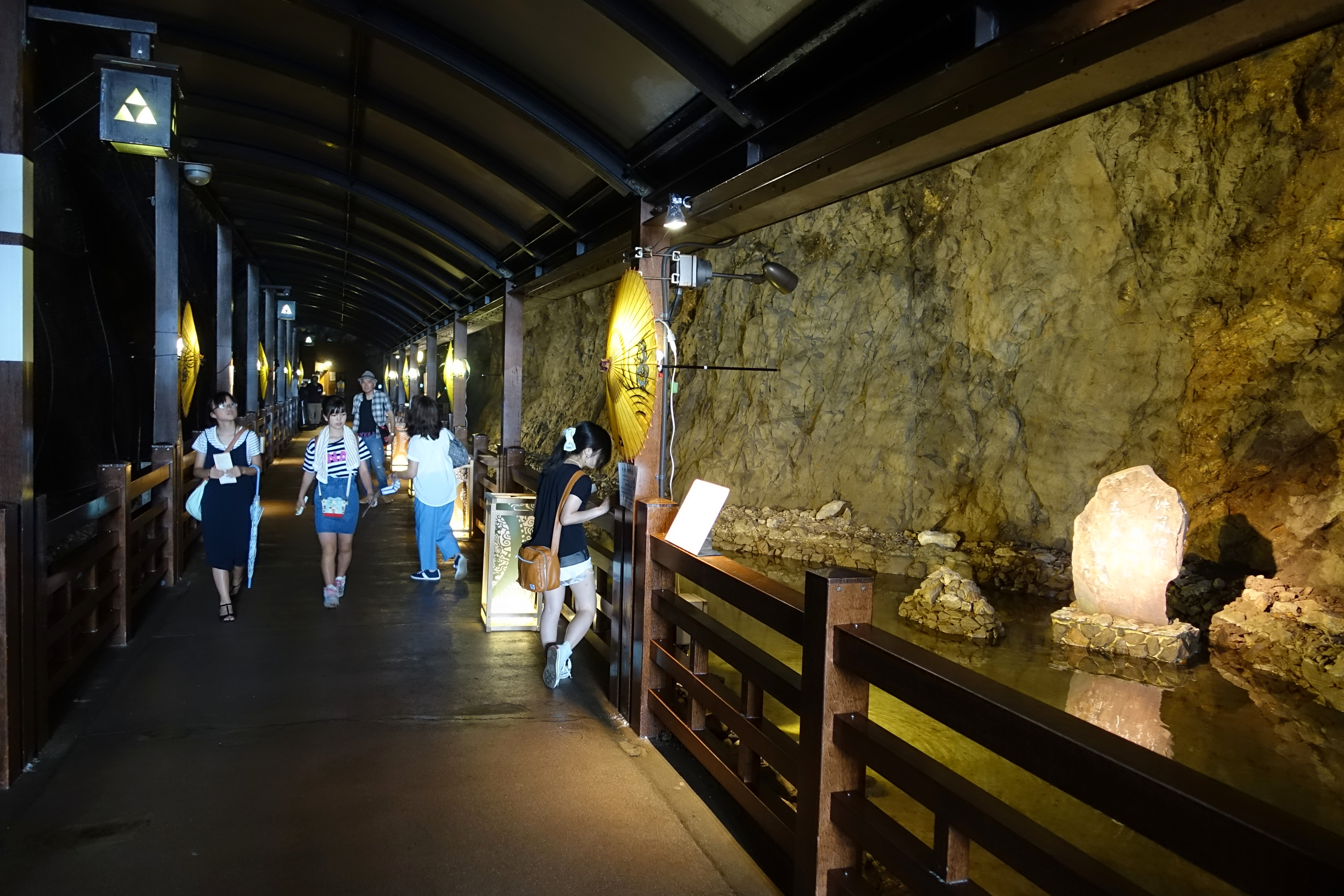
岩屋

江之島（日语：／）是位于日本神奈川縣藤澤市的一個周長4公里、標高60米的陸連島。江之島位在片瀨江流入相模灣的出海口。江之島現在是湘南地區的中心，也是相模灣沿岸的一個觀光勝地。現行行政町名為江之島一丁目與江之島二丁目，全域已實施住居表示，郵遞區號為251-0036，屬藤澤郵局管轄範圍。

## 地理

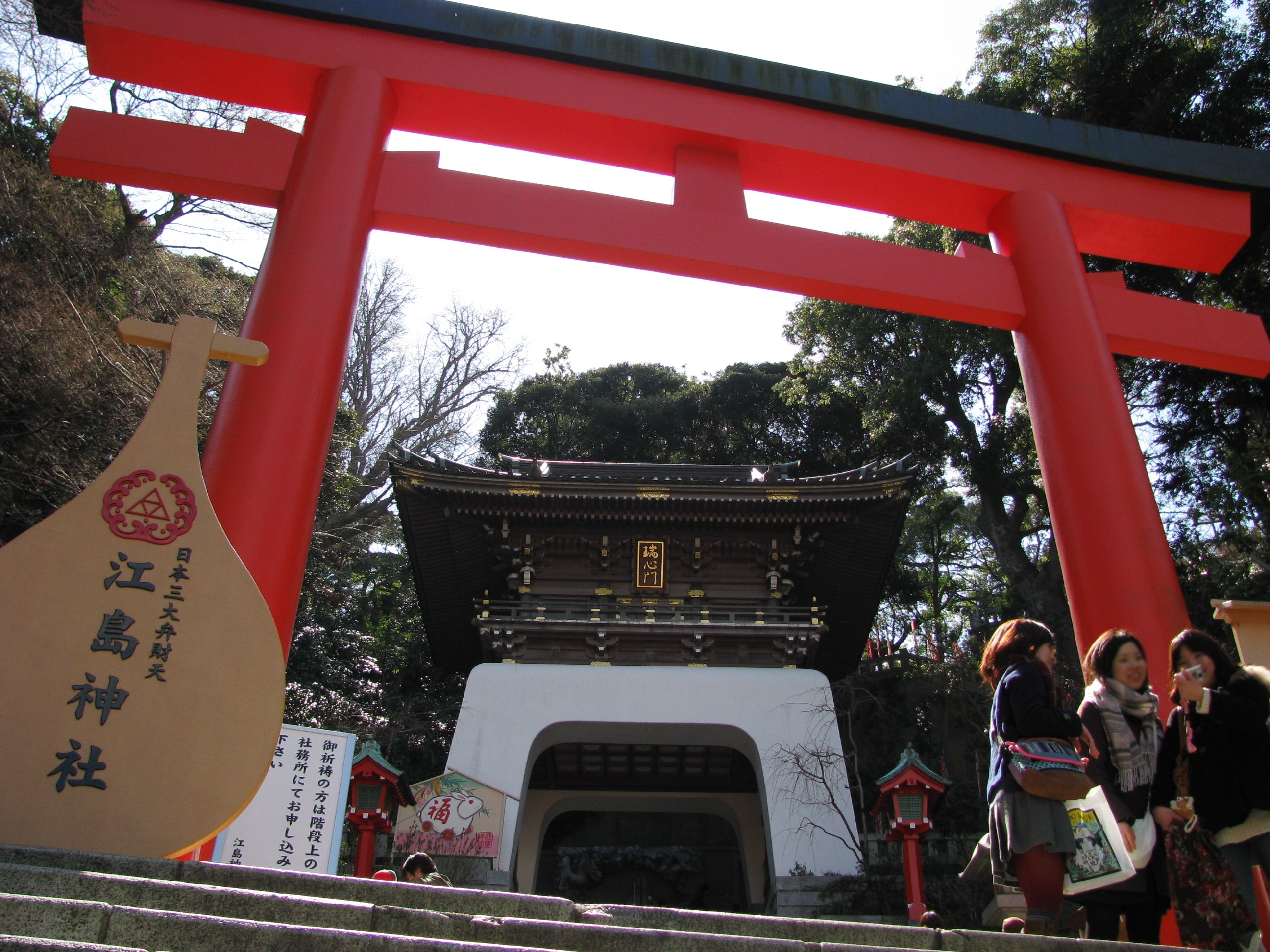
江島神社

江之島是湘南的代表景點，也是神奈川縣指定史跡名勝（1960年開始）及日本百景（1927年）之一。交通機關的站名等多記為，住居表示、公文等多使用。有時也以古老的江島神社（日本三大辯天之一）的「江島」代表。本條目敘述的是陸連島與地名的江之島，但一般認知的觀光地還包含對岸的片瀨、鵠沼地區南部一帶。

### 地質、地形
江之島是一座全長4公里、標高60公尺的陸連島。地質上與三浦丘陵、多摩丘陵同樣屬於第三紀層凝灰砂岩上的關東壤土層。過去退潮時，稱作洲鼻（すばな）的沙嘴（さし）會露出延伸至對岸的湘南海岸（連島沙洲）。

## 文化
供奉在江之島上的辯才天是音樂和娛樂女神，也是日本神話中的七福神之一。江之島上供奉的神明全部都是辯才天，這種習俗據說是因為祂在公元六世紀將島從海底升起的緣故，島上的江島神社是日本三大辯才天神社之一。江之島也是《江嶋縁起》的發生地，它是日本佛教的和尚皇慶在1047年所創作的故事。

## 人口
江之島人口從江戶時代開始，經歷明治時代、大正時代，逐漸増加。昭和時代時，江之島的人口急速增加，突破1,000人。1955年（昭和30年）達到巔峰，多達1372人。東京夏季奧林匹克運動會後，人口急速減少。

## 交通
- 1216年（建保4年）：居民在低潮時可以徒歩進入江之島。

### 鐵路
距離最近的車站
- 小田急江之島線片瀨江之島車站（徒歩5分）

其他可以利用的車站
- 江之島電鐵江之島車站（徒歩12分）
- 湘南單軌江之島線湘南江之島車站（徒歩15分）

### 巴士路線
在連結江之島與湘南海岸的江之島大橋橋頭設有一個巴士終點站，幾乎所有行駛鄰近地區的路線公車都是以此車站為折返點。其中，江之島巴士在平日每日有三班車會行駛到位於島上的湘南港棧橋站牌。
- 京濱急行巴士：自大船〔經舊京急自動車道（日语：京浜急行線））或鎌倉出發
- 江之電巴士：自大船站（經長島、手廣（日语：手広）、腰越（日语：腰越））或藤澤出發）

## 體育
江之島為1964年夏季奧林匹克運動會的奧運港口。2020年夏季奧林匹克運動會的帆船項目都將於此舉行。

## 相關文學作品

### 小説
- 十返舍一九 『滑稽江之島土產』
- 落合芳幾 『福神江嶋もうで』
- 岡本綺堂 『廿九日的牡丹餅』・『仇恨蠑螺』
- 幸田露伴 『旅行的今昔』
- 江見水蔭 『殺死妻子』
- 豐島與志雄 『人間繁栄』
- 田澤稲舟 『五大堂』
- 太宰治 『狂言之神』・『道化之華』
- 村山槐多 『悪魔之舌』
- 芥川龍之介 『大導寺信輔的半生』
- 北條民雄 『命之初夜』
- 宮本百合子 『突堤』
- 吉川英治 『江之島物語』・『忘記遺留之記錄』
- 邦枝完二 『江之島秘図』
- 平林たい子 『秘密』
- 鳴山草平 『青色江之島』
- 山川方夫 『有展望台的島』
- 武田泰淳 『新・東海道五十三次』
- 立原正秋 『船之翳』・『夢之跡』
- 佐藤真佐美 『江之島妖怪（オカルト）事件－超能力少年－』
- 町田康 『東京飄然』 2005年
- 斎藤栄 『江之島鎌倉観光殺人事件』・『江之島殺人事件』・『日本周遊殺人事件』
- 加堂秀三 『江之島海岸』
- 峰隆一郎 『鎌倉・江之島殺人特急』
- 辻原登 『片瀬江之島』
- 塚本裕美子與とまとあき『邪悪江之島大決戦』
- 鸭志田一 『青春猪头少年』系列

### 非小說
- 徳川光圀 『鎌倉日記』
- 十返舎一九 『箱根江の島鎌倉道中記』
- 小泉八雲 『江之島行脚』
- 黑泽明 『天國與地獄』
- 小泉節子（ハーン夫人） 『思い出の記』
- 艾德華·摩斯 『摩斯之日記』
- 埃爾溫·貝爾茲 『貝爾茲之日記』
- 大町桂月 『親馬鹿の旅』
- 田山花袋 『日本一周』
- 寺田寅彦 『海水浴』
- 西蒙·波娃 『ジャポン1867年』

### 詩
- 西條八十 『童話』
- 北原白秋 『江之島』

### 动画
- 妖精之歌
- TARI TARI
- 青春猪头少年系列
- 孤独摇滚
- 想星機械天使 Myth of Emotions

## 外部連結
- 江ノ島 （页面存档备份，存于） - 藤沢市観光協会
- 児玉神社（公式サイト），存于 - 神奈川県藤沢市江ノ島鎮座
- 江島神社 （页面存档备份，存于）